# Carl von Noorden (Mediziner)

Carl Harko von Noorden, vor 1907

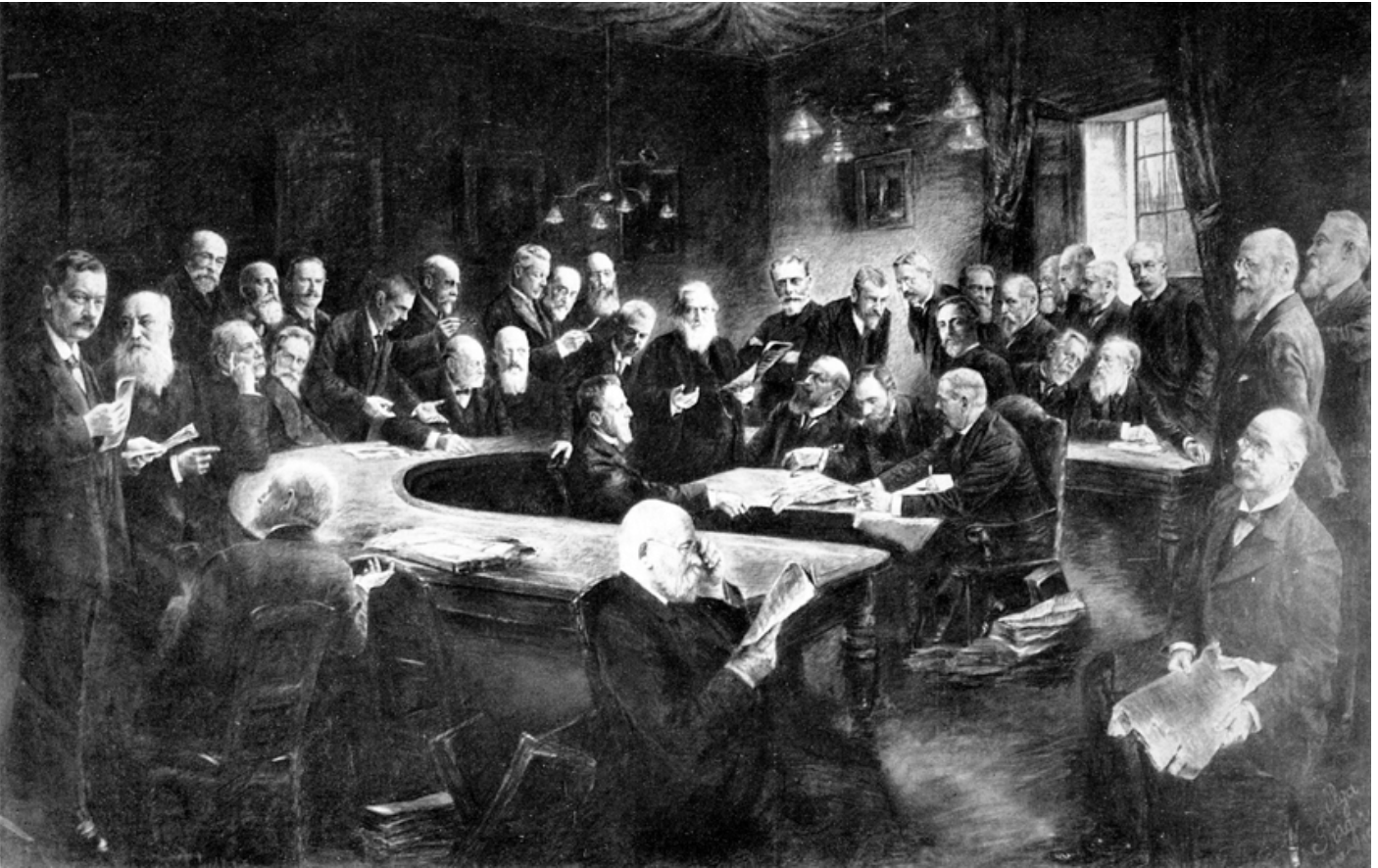
Das Professorenkollegium der medizinischen Universität Wien, Kreidezeichnung von Olga Prager, Wien 1908–1910. Im Dekanatszimmer der Medizinischen Fakultät der Universität Wien. Edmund von Neusser, Siegmund Exner-Ewarten, Isidor Schnabel, Ferdinand Hochstetter, Alfons Edler von Rosthorn, Anton Weichselbaum, Leopold Schrötter von Kristelli, Heinrich Obersteiner, Julius Wagner-Jauregg, Viktor von Ebner-Rofenstein, Carl Toldt, Gustav Riehl, Ottokar von Chiari, Anton von Frisch, Ernst Fuchs, Anton Freiherr von Eiselberg, Hans Horst Meyer, Ernst Ludwig, Rudolf Chrobak, Theodor Escherich, Alexander Kolisko, Julius von Hochenegg, Arthur Schattenfroh, Carl von Noorden, Emil Zuckerkandl, Richard Paltauf, Gustav Gärtner, Leopold Oser, Josef Moeller, Alois Monti, Julius Mauthner, Viktor Urbantschitsch, August Leopold von Reuss, Adolf von Strümpell, Ernest Finger, Adolf Lorenz, Friedrich Schauta

Carl Harko Johannes Hermann von Noorden, auch Karl von Noorden (* 13. September 1858 in Bonn; † 26. Oktober 1944 in Wien) war ein deutscher Internist und Diabetologe.

## Leben
Carl Harko von Noorden war der Sohn des Historikers Carl Friedrich von Noorden und dessen in England geborener Ehefrau Elizabeth Fanny Lavino. Urgroßväter waren der Mediziner Johannes von Noorden, er wirkte in Rotterdam, sowie Christian Friedrich Nasse, der Direktor der Medizinischen Klinik an der neugegründeten Universität Bonn. Schulausbildung in Bonn, Greifswald, Marburg und Tübingen.
1876 legte er die Abiturprüfung ab. Carl Harko von Noorden studierte u. a. in Leipzig, Tübingen und in Freiburg. Anfangs lag sein Schwerpunkt auf dem Gebiet der Rechte, der Philosophie und der Mathematik. Dann begeisterte er sich für Chemie und Medizin, insbesondere die Stoffwechselerkrankungen. Während seines Studiums in Tübingen gehörte er zu dem Freundeskreis, der ein Jahr später die Akademische Verbindung Igel Tübingen begründete. 1881 legte von Noorden in Leipzig das Staatsexamen ab und wurde noch im Dezember desselben Jahres mit dem Thema Über die Bestimmung des Hämoglobins im Blute mit Hilfe der quantitativen Spectralanalyse promoviert.
Als Assistenzarzt ging er zunächst nach Kiel an das Physiologische Institut, anschließend volontierte er für vier Monate bei Werner Hagedorn in Magdeburg auf dem Gebiet der Chirurgie. Ab Dezember 1883 in Gießen, war Carl von Noorden klinischer Assistent an der Medizinischen Klinik von Franz Riegel (1843–1904). Hier griff er das Thema der Magen-Darm-Krankheiten wieder auf. Nach zweijähriger Tätigkeit in Gießen habilitierte er sich am 30. September 1885 für das Fach Innere Medizin mit dem Thema „Über Albuminurie bei gesunden Menschen“ und wurde Privatdozent. Noch im selben Jahr heiratete er Agnes Binz (1863–1917), die Tochter des bekannten Pharmakologen und Medizinhistorikers Carl Binz. Aus der Ehe gingen vier Kinder hervor: Elisabeth (1886–1960), Karl (Carl) (1888–1975), Hans (1892–1972) und Roda (1894–1986). 1921 heiratete er erneut: Hedwig Herta an der Heiden, Oberschwester am Cottage-Sanatorium für Nerven- und Stoffwechselkranke in Wien; diese Ehe blieb kinderlos.
Im Jahr 1889 folgte er der Aufforderung von Carl Gerhardt (1833–1902) an die zweite Medizinische Klinik der Charité zunächst als 1. Assistenzarzt nach Berlin und blieb dort bis 1894. Nach seiner Ernennung zum Professor Mitte des Jahres 1893 verfolgte er die universitäre Lehrtätigkeit. Ab Herbst 1893 wurde ihm kommissarisch das Colleg über spezielle Pathologie und Therapie von August Hirsch übertragen. Die Grundsteine seiner späteren Tätigkeit als Mediziner und Wissenschaftler besonders im Hinblick auf Stoffwechselerkrankungen wurden in Berlin gelegt. Hier erschien sein berühmtes Handbuch der Pathologie des Stoffwechsels im Jahr 1893 in der ersten Auflage. Neben weiteren Abhandlungen zum Thema Stoffwechselerkrankungen wurde er kurz vor seinem Wechsel nach Frankfurt vom Herausgeber des amerikanischen 20th Century Practice in Medizin gebeten, einen Beitrag über die Zuckerkrankheit zu schreiben, der ihn nicht nur in den USA bekannt machte. Der Artikel, verfasst im Jahr 1895, war die Anregung zu seinem späteren ureigensten Spezialgebiet. Aus diesem Beitrag über Diabetes Mellitus ging noch im selben Jahr von Noordens Hauptwerk Die Zuckerkrankheit und ihre Behandlung hervor und begründete die Noordensche Ära in der Therapie der Zuckerkrankheit. Dieses Werk blieb über 30 Jahre ein unumstrittenes Lehrbuch.
1895 gründete Carl von Noorden zusammen mit dem Frankfurter Arzt Eduard Lampé (1857–1924) die „Privatklinik für Zuckerkranke und diätetische Kuren“ im Frankfurter Stadtteil Sachsenhausen, später als Carl-von-Noorden-Klinik, bzw. Klinik Dr. Lampé, bekannt und heute das „Krankenhaus Sachsenhausen“. Bei der Privatklinik für Zuckerkranke und diätetische Kuren handelte es sich vermutlich um die erste Fachklinik für Diabetes in Europa. Im Alter von 36 Jahren bekam von Noorden 1894 eine Anstellung zum Chefarzt für Innere Medizin am Städtischen Krankenhaus in Frankfurt, welche er bis 1906 innehatte. Im selben Jahr erhielt er einen Ruf an die Universität Wien, um dort die Nachfolge Hermann Nothnagels als Ordinarius für Innere Medizin und Leiter der Ersten Medizinischen Klinik anzutreten. Am 17. Oktober 1906 hielt Noorden seine Antrittsvorlesung, die er mit einem Nachruf auf seinen Vorgänger ergänzte. In Wien baute er ebenfalls ein Zentrum für Diabetiker auf.
Trotz energischster Entgegnung der bis 1912 aufgetretenen Gerüchte, Wien zugunsten einer Frankfurter Privatklinik verlassen zu wollen, legte Noorden 1913 tatsächlich sein Lehramt nieder, kehrte nach Frankfurt am Main zurück und fungierte wieder als Chefarzt an der Privatklinik in Sachsenhausen. Möglicherweise kam dieser Wechsel durch den Frankfurter Oberbürgermeister Franz Adickes zustande. In der Vor-Insulin-Ära entwickelte Carl von Noorden schon früh geeignete Therapiemöglichkeiten, insbesondere auf dem Gebiet der Diätetik. Wegweisend waren seine Hafer-Tage sowie die Einführung des Kohlenhydratäquivalents WBE (Weißbroteinheit), das es erleichterte, die Energiezufuhr für Diabetiker besser zu steuern. 1913 beschrieb Carl von Noorden die enterogene Polyneuritis. Er setzte sich für die Ausbildung von Ärzten und Diätassistenten ein, gründete eine der ersten Diätschulen am Krankenhaus Sachsenhausen. Nach der Entdeckung des Insulins 1921 durch Banting und Best war er einer der ersten Mediziner, die Insulin in Deutschland als erfolgreiche Behandlung zur Bekämpfung der Diabetes einsetzten.
Ab 1930 wechselte von Noorden wieder zurück an die Wiener Städtischen Krankenanstalten (Krankenhaus Lainz), wo er bis zu seinem Tod arbeitete und lehrte.
Auch sein zwei Jahre jüngerer Bruder Geheimrat Dr. med. Werner von Noorden (* 20. Mai 1860 in Bonn; † 6. Mai 1945 auf Rügen) wurde Arzt. 1903 eröffnete dieser in Homburg vor der Höhe in der Parkstraße 4 (heute Wilhelm-Meister-Straße) eine Praxis. Als Badearzt war Werner einer der Ersten, der den in Homburg gewonnenen Tonschlamm für Packungen einsetzte. Werner von Noorden beschäftigte sich auch mit der „Homburger Diät“ und förderte ihre Umsetzung. Für seine Behandlung von König Chulalongkorn erhielt Werner 1907 ein Honorar von 30 000 Mark aus Bangkok und aus Berlin die Verleihung des Titels Sanitätsrat. An den internationalen Bekanntheitsgrad von Carl reichte Werner aber nicht heran. Der Bekanntheitsgrad und die Nachwirkung von Carl Harko von Noorden als Mediziner sind deutlich größer als die seines Vaters als Historiker.
Noordens wissenschaftlichen Betätigungsfelder lagen hauptsächlich in der Erforschung und Behandlung von Stoffwechselkrankheiten. Bekannt wurde er durch die Entwicklung einer Diät-Haferkur schon im Jahre 1902, die den Blutzuckerspiegel senkt. Diese wird auch heute zur Behandlung dieser Krankheit angewendet. Im Jahr 1909 empfahl er bei Bluthochdruck eine kochsalzarme Diät.
Er behandelte lange Jahre die an Diabetes leidende jüngste Schwester der Kaiserin Auguste Victoria, Feodora von Schleswig-Holstein.

## Schriften (Auswahl)
- Lehrbuch der Pathologie des Stoffwechsels für Ärzte und Studirende. Hirschwald, Berlin 1893.
- Die Zuckerkrankheit und ihre Behandlung. 2., vermehrte und umgearbeitete Auflage. Hirschwald, Berlin 1898.
- Die Fettsucht. Hölder, Wien 1900.
  - —. Zweite, vollständig neu bearbeitete Auflage. Wien 1910.
- Der Diabetes mellitus. Zweite, umgearbeitete Auflage. Hölder, Wien 1906.
- — (Hrsg.): Handbuch der Pathologie des Stoffwechsels. Unter Mitwirkung von Adalbert Czerny, Carl Dapper. Zwei Bände. Zweite Auflage. Hirschwald, Berlin 1906–1907.
- Zur Eröffnung des Neubaues der I. Wiener medizinischen Klinik. (Festrede gehalten am 4. November 1911). In: Wiener klinische Wochenschrift. Heft 45/1911, ISSN 0043-5325.
- Hygienische Betrachtungen über Volksernährung im Kriege. Der deutsche Krieg – politische Flugschriften, Band 43, ZDB-ID 520044-1. Deutsche Verlagsanstalt, Stuttgart/Berlin 1915.
- Ernährungsfragen der Zukunft. Um Deutschlands Zukunft, Band 6/7, ZDB-ID 533395-7. Hobbing, Berlin 1918.
- Über Wesen und Behandlung der Zuckerkrankheit. Perles, Wien/Leipzig 1924.
- —, Simon Isaac: Hausärztliche und Insulin-Behandlung der Zuckerkrankheit. Drei Aufsätze. Springer, Berlin 1925.
- Alte und neuzeitliche Ernährungsfragen unter Mitberücksichtigung wirtschaftlicher Gesichtspunkte. Springer, Wien (u. a.) 1931.
- —, Simon Isaac: Verordnungsbuch und diätetischer Leitfaden für Zuckerkranke mit 173 Kochvorschriften. Zum Gebrauch für Ärzte und Patienten. 9. und 10., veränderte und erweiterte Auflage. J. Springer, Berlin 1932.

## Ehrungen, Auszeichnungen, Preise
- Ernennung zum Hofrat und Geheimen Rat
- Bürger ehrenhalber der Stadt Wien (19. Februar 1932)
- Ehrenplakette der Stadt Frankfurt am Main
- Benennung der Verkehrsfläche Carl-von-Noorden-Platz in Frankfurt-Sachsenhausen.